# Сельское хозяйство Папуа — Новой Гвинеи
Сельское хозяйство Папуа-Новой Гвинеи имеет более чем 7000-летнюю историю. В настоящее время около 85 % населения Папуа-Новой Гвинеи живет потребительским сельским хозяйством.
Папуа-Новая Гвинея производит и экспортирует сельскохозяйственную, лесную и рыбную продукцию. Сельское хозяйство в 2017 году составляло 22,1 % ВВП и содержало более 80 % работоспособного населения. Денежные культуры, ранжированные по стоимости, — это кофе, масло, какао, копра, чай, каучук и сахар . Лесная промышленность стагнировала в 1998 году из-за низких мировых цен, но восстановилась в 1999 году. Около 40 % территории страны покрыто деревом, но отечественная деревообрабатывающая промышленность развивалась медленно. Экспорт рыбы ограничивается прежде всего креветками, хотя рыболовные суда других стран ловят тунца в водах Папуа-Новой Гвинеи по лицензии.
Папуа-Новая Гвинея является крупнейшим рынком ямса в Азии.

## История
Люди в Папуа-Новой Гвинее начали заниматься сельским хозяйством около 7 000 — 10 000 лет назад. Наиболее давним доказательством этого является район Кукского болота, где для выращивания таро, банана, саго и ямса использовались посадка, выкапывание и укладка растений и, возможно, осушение болот и водоёмов.
В период с 17 по 19 века небольшое количество видов растений, в том числе сладкий картофель, маниока и табак, были завезены европейцами из Америки и завезены в Индонезию, откуда они распространились в Новую Гвинею. Во второй половине 19-го века и особенно после 1870 года европейцами были введены новые культуры, включая бобы, тыкву, кукурузу, арбуз, папайю, мангостин, дуриан, апельсин, лимон, кофе, лайм и гуйяву.

## Основные сельскохозяйственные продукты

### Сладкий картофель
Сладкий картофель является основным продуктом питания в Папуа-Новой Гвинее и доминирует в производстве в высокогорье. Это один из пяти основных продуктов питания Папуа: им питается около 99 % населения, за ним следует банан с 96 % и таро с 95 %.

### Кофе
По данным Конференции ООН по торговле и развитию (ЮНКТАД), производство кофе в Папуа-Новой Гвинее составляет немногим более 1 % от общего мирового производства. После масличной пальмы кофе является вторым по величине сельскохозяйственным экспортом Папуа-Новой Гвинеи, где занято около 2,5 миллионов человек.

### Копра
Копра выращивалась в Новой Гвинее с конца 19-го века, первоначально немецкими колонизаторами. Производство продолжалось в интересах Австралии после Второй мировой войны.